# Jana Kantorová-Báliková
Jana Kantorová-Báliková o Jana Kantorova-Balikova (nacida el 9 de junio de 1951) es una poeta y traductora eslovaca. Ha escrito poesía propia y ganado premios por traducir a otras personas. También ha traducido trabajos de prosa de Oscar Wilde, J.K.Rowling y Douglas Adams.

## Biografía
Kantorová-Báliková nació en Bratislava en 1951. En 1973  compartió el premio Jan Holly a la mejor traducción literaria. Ganó el mismo premio en 1981 por su traducción de la Balada de la Cárcel de Reading.
Publicó libros de poesía en 1976, 1977, 1986 y 1988. Todos fueron  publicados en Bratislava. Además, su poesía fue incluida en la colección "Cambiando Fronteras: Poesías de Europeas del Este de los años ochenta".
Ha publicado "Sed y Júbilo" y al mismo tiempo ha traducido el trabajo de poetas que incluyen a Edgar Allan Poe, Robert Browning y William Blake. También ha traducido a Oscar Wilde, J.K.Rowling y Douglas Adams.